# Britannia Depicta

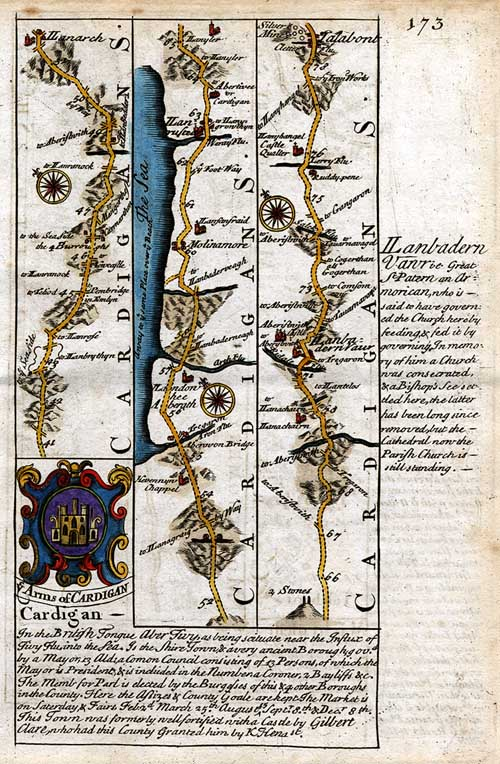
Ilustración de la Britannica Depicta

Britannia Depicta fue un  mapa de carreteras ilustrado de Gran Bretaña. Se imprimió en numerosas ediciones a lo largo de muchas décadas, desde 1720 hasta el siglo XIX, y se actualizó con grabados de muchos artesanos que trabajaban a partir de dibujos de otros artistas. Contaba con callejeros.

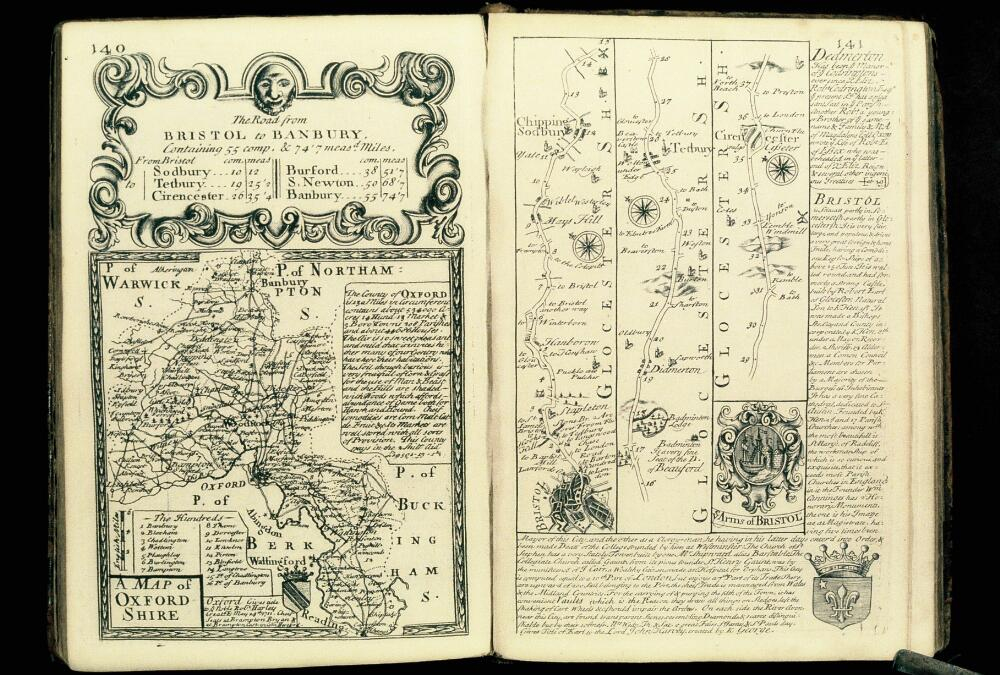
Carretera de Bristol a Banbury

El atlas se basó en el trabajo anterior de John Ogilby que publicó el primer  mapa de carreteras británico en 1675. Britannia Depicta fue impreso en 1720 por Emanuel Bowen y la empresa de John Owen Bowen & Owen. Fue una de las primeras obras de Bowen. 
Se trata de un atlas de carreteras que contiene doscientos setenta y tres mapas de carreteras junto con dibujos de lugares emblemáticos y mapas de condados en miniatura de cada uno de los condados de Inglaterra y Gales. Siguió al original de John Ogilby con un estilo actualizado de detalles históricos y heráldicos. Una característica inusual del atlas era que los mapas se grababan en ambas caras de cada página, lo que daba lugar a un libro de tamaño más manejable.

## Ediciones Cadell & Davies

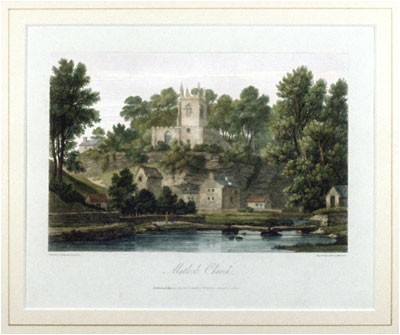
Matlock, iglesia de Derbyshire de una pintura de Joseph Farington

Cadell & Davies publicó sus propias ediciones del atlas Britannia Depicta durante muchos años, con descripciones adjuntas de Samuel Lysons. Las planchas grabadas para su Britannia Depicta están fechadas entre 1803 y 1818.
La Quarterly Review de 1816 informó que se encargó junto con Magna Britannia.

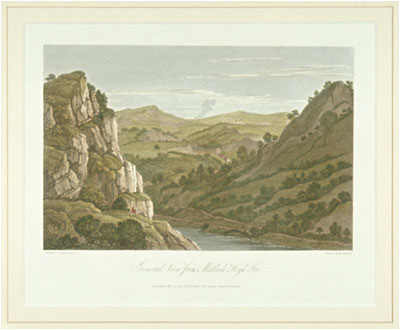
Vista desde Matlock High Tor desde una pintura de Joseph Farington

Los paisajes de Joseph Farington se incluyeron en la "modernización" del atlas ilustrado en seis volúmenes de Cadell y Davies. Entre sus contribuciones se encuentran las Vistas en Cornualles (1814) y otras vistas topográficas. También representó Devon para una séptima edición e hizo grabar sus dibujos, pero nunca se publicaron.

### Grabadores
Entre los grabadores que trabajaron en las ediciones de Cadell & Davies se encuentran:
- William Angus (engraver) 1752–1821
- M. S. Barenger
- John Byrne (engraver), 1786–1847
- Letitia Byrne 1779–1849
- William Byrne (engraver) 1743–1805
- George Cooke (engraver) 1781–1834
- Frederick Rudolph Hay 1784–?
- John Landseer 1769–1852
- Samuel Middiman ca. 1750–1831
- James Neagle 1760?–1822
- Charles Pye (engraver) 1777–1864
- John Pye 1782–1874
- John Scott (engraver) 1774–1827
- Thomas Woolnoth, 1785–1857
- William Woolnoth 1780–1837

### Ilustradores
Las ilustraciones de las ediciones de Cadell & Davies fueron realizadas por artistas como:
- William Alexander 1767-1816
- John Byrne 1786-1847
- Joseph Farington 1747-1821
- Thomas Hearne 1744-1817
- Frederick Nash 1782-1856
- John Powell (artista), 1780-ca. 1833
- Robert Smirke 1752-1845
- John Smith
- William Turner
- J. M. W. Turner (Joseph Mallord William), 1775-1851
- John Varley 1778-1842
- Thomas Webster 1800-1886